# Robert Renner
Robert Renner (né le 8 mars 1994 à Celje) est un athlète slovène, spécialiste du saut à la perche.

## Biographie
Il se qualifie pour la finale des championnats du monde de Pékin en établissant un nouveau record national avec 5,70 m mais ne se classe que 13e de la finale avec 5,50 m.
Renner ouvre sa saison 2016 lors du Golden Spike Ostrava où il franchit toutes ses barres jusque 5,63 m inclus. Le 8 juillet, il remporte une surprenante médaille de bronze aux Championnats d'Europe d'Amsterdam avec un saut à 5,50 m. Il s'agit de sa 1re médaille internationale chez les séniors et de la 1re médaille slovène dans cette discipline.
Il s’entraîne à Clermont-Ferrand avec le français Damien Inocencio, ancien coach de Renaud Lavillenie.

## Palmarès
| Date | Compétition                                  | Lieu      | Résultat | Marque |
| ---- | -------------------------------------------- | --------- | -------- | ------ |
| 2011 | Championnats du monde jeunesse               | Lille     | 1er      | 5,25 m |
| 2011 | Festival olympique de la jeunesse européenne | Trabzon   | 1er      | 5,31 m |
| 2012 | Championnats du monde juniors                | Barcelone | 5e       | 5,40 m |
| 2015 | Championnats d'Europe espoirs                | Tallinn   | 1re      | 5,55 m |
| 2015 | Championnats des Balkans                     | Pitești   | 1re      | 5,65 m |
| 2015 | Championnats du monde                        | Pékin     | 13e      | 5,50 m |
| 2016 | Championnats d'Europe                        | Amsterdam | 3e       | 5,50 m |
| 2017 | Championnats des Balkans en salle            | Belgrade  | 4e       | 5,51 m |
| 2017 | Championnats d'Europe par équipes            | Tel Aviv  | 2e       | 5,50 m |

## Records
| Épreuve          | Épreuve      | Performance | Lieu         | Date            |
| ---------------- | ------------ | ----------- | ------------ | --------------- |
| Saut à la perche | En plein air | 5,70 m (NR) | Pékin        | 22 août 2015    |
| Saut à la perche | En salle     | 5,62 m (NR) | Villeurbanne | 10 février 2013 |